# 11. Fallschirmjäger-Division
11. Fallschirmjäger-Division foi uma unidade de paraquedistas da Luftwaffe que prestou serviço durante a Segunda Guerra Mundial. Foi formada a partir de um conjunto de militares de várias unidades, incluindo militares da Jagdgeschwader 101. A unidade não conseguiu organizar-se a tempo de conseguir entrar em combate, visto que a guerra terminou um mês depois da sua formação.

## Comandantes
- Walter Gericke, Março de 1945 - Abril de 1945[2]